# Haggi Muhammad
Haggi Muhammad (traslitterato anche come Hajj Mohammed) è un piccolo tell dell'odierno Iraq, posto a 15 km a sudovest di Warka (l'antica Uruk). È un sito-guida per la protostoria del Vicino Oriente: dà il nome ad una fase della cultura di Ubaid, durata approssimativamente dal 5000 al 4500 a.C. In particolare, si tratterebbe di uno sviluppo della cultura di Eridu (Ubaid 2).

## Storia degli scavi
Ormai sepolto dalle alluvioni dell'Eufrate (il sito si trovava sulla riva sinistra), il tell fu scavato da Arnold Nöldeke (che operò anche a Warka), mentre Ernst Heinrich vi rintracciò un villaggio appartenente alla cultura di Ubaid.
Christiane Ziegler ha studiato 500 pezzi della distintiva ceramica di Haggi Muhammad, descrivendone i motivi dipinti in nero o in bruno (per lo più galloni, spine di pesce, rombi). L'argilla è color verde o camoscio e i tratti sono incrociati e fitti, fino a ricoprire quasi interamente la superficie. Si tratta di ceramica lavorata a mano: la pasta usata per piatti e scodelle è fine, mentre è grossolana quella usata per giare e orci. In uno strato di due metri, questa ceramica risulta associata ad argilla e canna per abitazioni (capanne).
Ceramiche della fase di Haggi Muhammad sono state trovate in Bassa Mesopotamia (Ras el-Amiya, Uqair e Ur), più a nord, sulla Diyala e presso Qaḑā' Mandalī (Choga Mami, dove lambisce i margini del tardo-Halaf, e i tell di Abada e Sangur B), e persino in Arabia Saudita (Ain Qannas).
Altri materiali ritrovati in situ sono vasi di pietra, zappe, falcetti di argilla, asce, aghi d'osso, oltre a figurine femminili fittili, con testa di rettile, nude ed erette, del tutto analoghe a quelle di Ubaid.

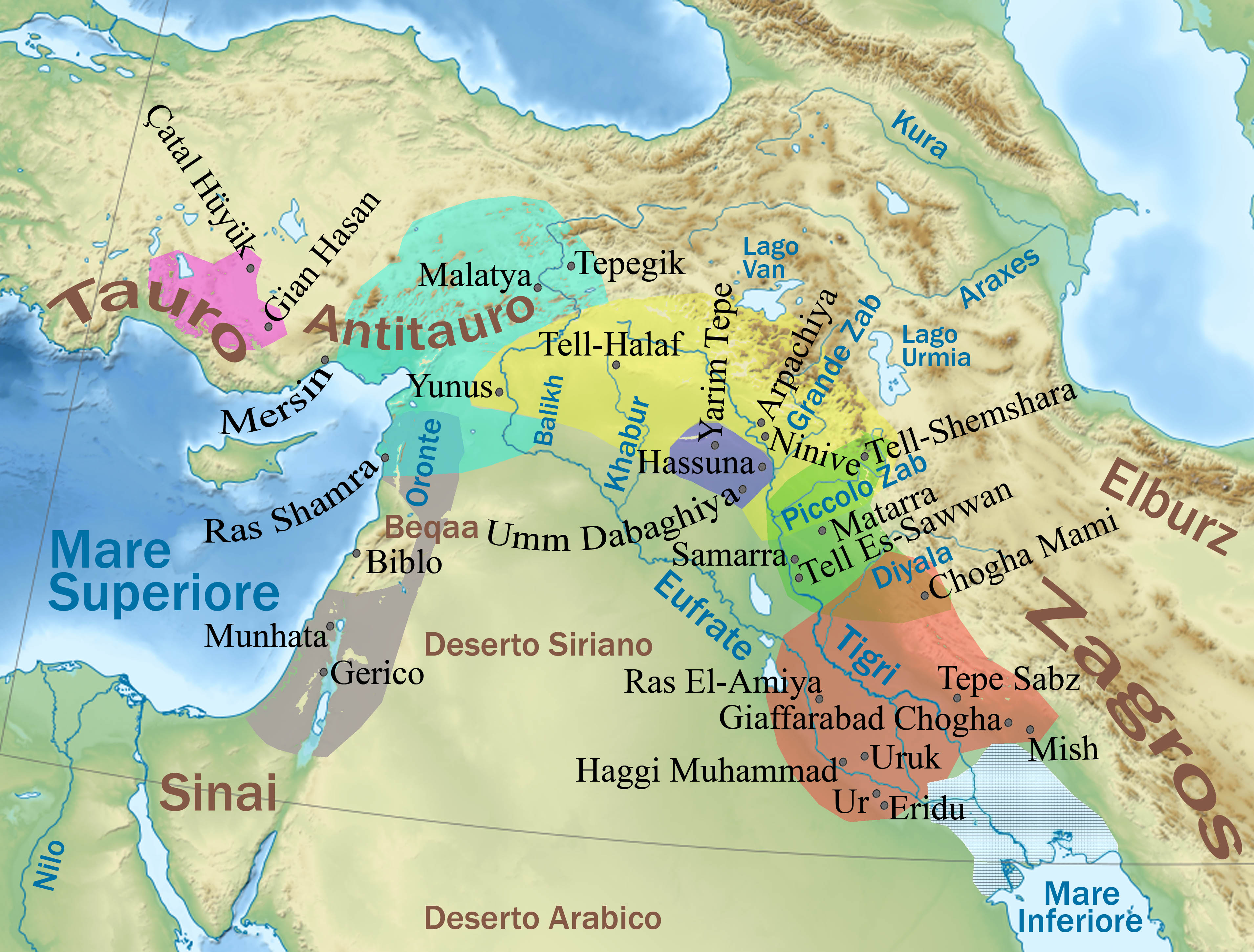
Zone di influenza delle diverse culture nel periodo medio Halaf, 5600-4500 a.C. (le dimensioni del Golfo Persico sono quelle ipotizzate per il 3000 a.C.)
Legenda (da sudest a nordovest approssimativamente):
Cultura di Haggi Muhammad
Cultura di Samarra
Cultura di Halaf
Cultura di Hassuna
Culture "tipo Halaf"
Ceramiche anatoliche
Amuq D e neolitico ceramico B palestinese
(area di Biblo): neolitico medio di Biblo

| Schema cronologico del neolitico del Vicino Oriente | Schema cronologico del neolitico del Vicino Oriente | Schema cronologico del neolitico del Vicino Oriente | Schema cronologico del neolitico del Vicino Oriente                            | Schema cronologico del neolitico del Vicino Oriente | Schema cronologico del neolitico del Vicino Oriente | Schema cronologico del neolitico del Vicino Oriente | Schema cronologico del neolitico del Vicino Oriente |
| 6000                                                | Khabur                                              | Gebel Singiar Assiria                               | Medio Tigri                                                                    | Bassa Mesopotamia                                   | Khuzistan                                           | Anatolia                                            | Siria                                               |
| --------------------------------------------------- | --------------------------------------------------- | --------------------------------------------------- | ------------------------------------------------------------------------------ | --------------------------------------------------- | --------------------------------------------------- | --------------------------------------------------- | --------------------------------------------------- |
| 5500                                                |                                                     | Umm Dabaghiya                                       |                                                                                |                                                     | Muhammad Giaffar                                    | Çatalhöyük (6300-5500)                              | Amuq A                                              |
| 5200                                                | Halaf antico                                        | Hassuna                                             | Samarra antico (5600-5400) Samarra medio (5400-5000) Samarra tardo (5000-4800) |                                                     | Susiana A                                           | Hagilar Mersin 24-22                                | Amuq B                                              |
| 4800                                                | Halaf medio                                         | Hassuna tardo Gawra 20                              | Samarra antico (5600-5400) Samarra medio (5400-5000) Samarra tardo (5000-4800) | Eridu (= Ubaid 1) Eridu 19-15                       | Tepe Sabz                                           | Hagilar Mersin 22-20                                | Amuq C                                              |
| 4500                                                | Halaf tardo                                         | Gawra 19-18                                         |                                                                                | Haggi Muhammad (= Ubaid 2) Eridu 14-12              | Khazineh Susiana B                                  | Gian Hasan Mersin 19-17                             | Amuq D                                              |

     Cultura di Haggi Muhammad
     Cultura di Samarra
     Cultura di Halaf
     Cultura di Hassuna
     Culture "tipo Halaf"
     Ceramiche anatoliche
     Amuq D e neolitico ceramico B palestinese
     (area di Biblo): neolitico medio di Biblo